# Bulldogs de Louisiana Tech
Les Bulldogs de Louisiana Tech (en anglais : Louisiana Tech Bulldogs) sont un club omnisports universitaire de l'université de Louisiana Tech à Ruston (Louisiane). Les équipes des Bulldogs participent aux compétitions universitaires organisées par la National Collegiate Athletic Association. Louisiana Tech fait partie de la division Conference USA depuis 2013. Les équipes féminines sont nommées Louisiana Tech Lady Techsters.
Le nom de Bulldogs fut adopté en 1899 à la suite d'un incendie d'un dortoir où un bulldog, alerté par le feu naissant, réveilla les étudiants leur permettant de fuir. Le chien meurt intoxiqué par les fumées lors de cet incendie.
Le footballeur américain Terry Bradshaw, le basketteur Karl Malone et l'entraîneur de basket-ball féminin Leon Barmore portèrent les couleurs des Bulldogs. Le football américain et le basket-ball sont d'ailleurs les deux sports les plus importants à Louisiana Tech.
En juillet 2025, Louisiana Tech annonce son retour au sein de la Sun Belt Conference à partir de 2026 au plus tôt.